# 副阶周匝

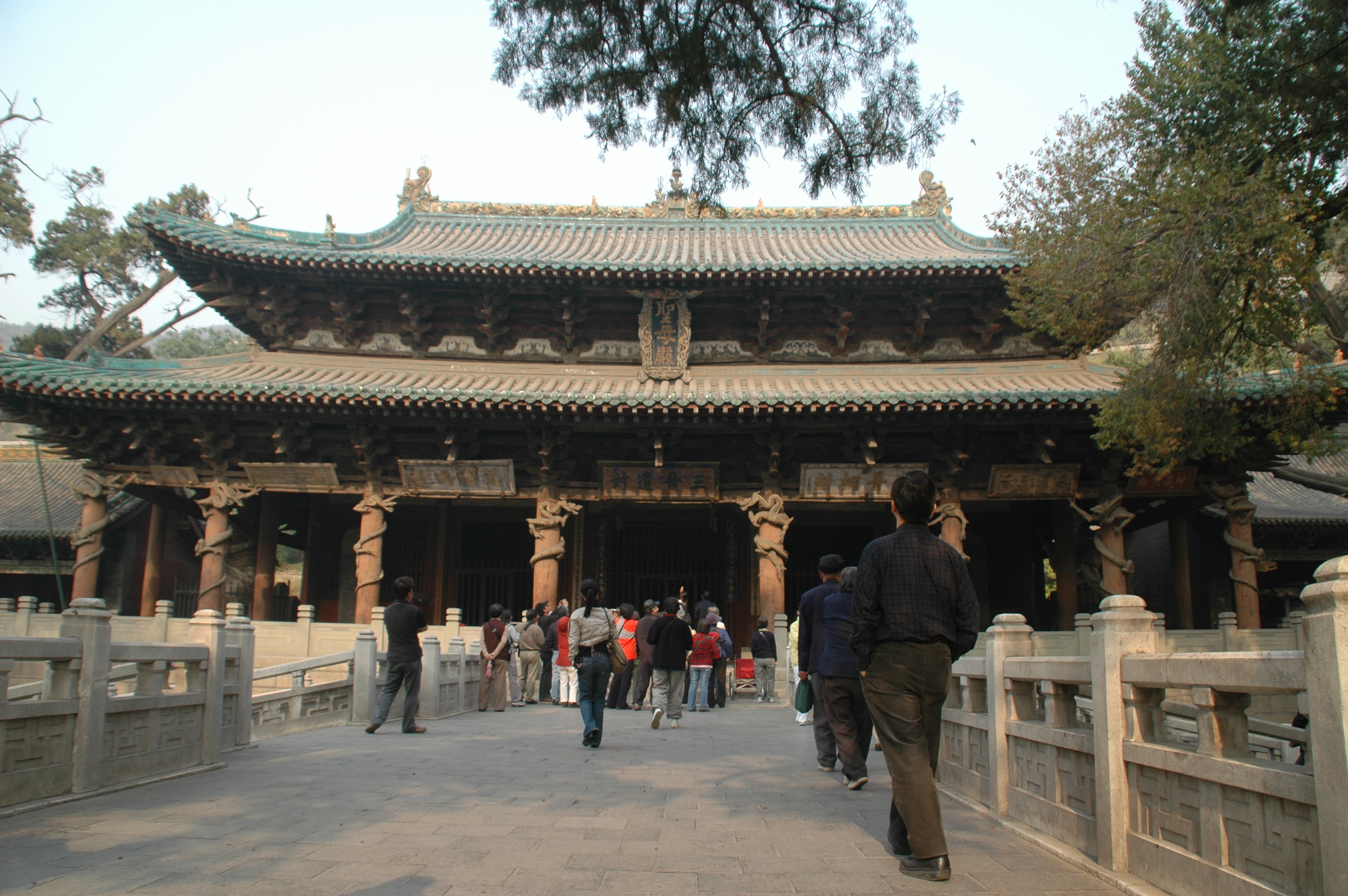
太原晋祠圣母殿采用副阶周匝法，建围廊，围廊屋檐和殿身屋檐构成重檐外观

副阶周匝，是中式建築名詞，指在建筑主体以外另加一圈回廊的做法。此名詞在中國宋代建築著作《營造法式》有所用，其實例可見於一些山西地區的古建築，如太原晋祠圣母殿、曲阳县北岳庙德宁殿等。在中国古建筑的塔中或者钟楼，常见这种做法。
副阶周匝的作法亦多见于日本禅宗样佛殿，称裳阶（日语：／）。